# Guatemala nos Jogos Olímpicos de Verão de 2012
A Guatemala competiu nos Jogos Olímpicos de Verão de 2012, que aconteceram na cidade de Londres, no Reino Unido, de 27 de julho até 12 de agosto de 2012.

## Desempenho

### Badminton
Masculino
| Atleta       | Prova   | Ronda dos 64           | Ronda dos 32           | Ronda dos 16           | Quartos-finais         | Semifinais             | Final                  | Final |
| Atleta       | Prova   | Adversário e resultado | Adversário e resultado | Adversário e resultado | Adversário e resultado | Adversário e resultado | Adversário e resultado | Pos.  |
| ------------ | ------- | ---------------------- | ---------------------- | ---------------------- | ---------------------- | ---------------------- | ---------------------- | ----- |
| Kevin Cordon | Simples |                        |                        |                        |                        |                        |                        |       |

### Halterofilismo
Masculino
| Atleta          | Evento | Arranque (kg) | Arremesso (kg) | Total (kg) | Posição |
| --------------- | ------ | ------------- | -------------- | ---------- | ------- |
| Christian López | +105kg | 172,0         | 215,0          | 387,0      | 15º     |

Feminino
| Atleta           | Evento | Arranque (kg) | Arremesso (kg) | Total (kg) | Posição |
| ---------------- | ------ | ------------- | -------------- | ---------- | ------- |
| Astrid Camposeco | +75kg  | 93,0          | 115,0          | 208,0      | 11º     |

### Natação
Masculino
| Atletas          | Evento      | Eliminatórias | Eliminatórias | Semifinal   | Semifinal   | Final       | Final       |
| Atletas          | Evento      | Tempo         | Posição       | Tempo       | Posição     | Tempo       | Posição     |
| ---------------- | ----------- | ------------- | ------------- | ----------- | ----------- | ----------- | ----------- |
| Kevin Avila Soto | 100 m livre | 51s44         | 38º           | Não avançou | Não avançou | Não avançou | Não avançou |

### Tiro
Masculino
| Atleta           | Evento                | Qualificação | Qualificação | Final       | Final       | Posição |
| Atleta           | Evento                | Placar       | Posição      | Placar      | Total       | Posição |
| ---------------- | --------------------- | ------------ | ------------ | ----------- | ----------- | ------- |
| Sergio Sánchez   | Pistola de ar de 10 m | 565          | 42º          | Não avançou | Não avançou | 42º     |
| Sergio Sánchez   | Pistola livre 50 m    | 533          | 36º          | Não avançou | Não avançou | 36º     |
| Jean Pierre Brol | Fossa olímpica        | 116          | 28º          | Não avançou | Não avançou | 28º     |